# ¿Es usted el asesino?
¿Es usted el asesino? es una serie de televisión española, dirigida por Narciso Ibáñez Menta y emitida en el año 1967 por Televisión española.

## Historia
Narciso Ibáñez Menta -director y protagonista de la serie- junto a su hijo Narciso Ibáñez Serrador, abandonaron su Argentina de adopción para venir a trabajar a la recién nacida Televisión Española. Eran principios de los sesenta y ambos, primero el padre y luego el hijo, habían realizado diversos programas de éxito para el Canal 9 de Buenos Aires. Con sus producciones de temática fantástica y de terror habían arrasado entre las audiencias de una Argentina poco acostumbrada a tan tenebrosas historias. Entre sus éxitos se encontraba una serie para televisión titulada Obras Maestras del Terror , que comenzó adaptando cuentos de Edgar Allan Poe y terminó con pequeñas piezas escritas por ellos mismos.
En aquella serie de terror se emitieron historias como El caso del señor Valdemar, El gato negro o El corazón delator consiguiendo un gran éxito entre el público. Padre e hijo pensaron que quizás era interesante retomar la misma idea para la nueva Televisión Española y así nació, en 1965, la famosa serie Historias para no dormir. Cada semana se emitía una nueva entrega de aquellas espeluznantes historias dirigidas por Narciso Ibáñez Serrador y, un gran número, protagonizadas por Narciso Ibáñez Menta. Sin embargo, en 1967, en pleno éxito de la serie, Ibáñez Menta retomó su faceta como director que tantas alegrías le había supuesto en Argentina recuperando la adaptación que había hecho ya sobre la novela de Fernand Crommelynck ¿Es usted el asesino?. 

## Argumento
Un rico banquero es encontrado muerto en la calle cuando acababa de salir de la casa de su amante. No muy lejos de allí, una joven florista aparece muerta en las mismas circunstancias. A partir de ese momento, se relacionan los dos crímenes con otras víctimas aparecidas en noches anteriores, todas con los mismos signos de violencia. Ante tal alarma, se abrirán distintas investigaciones para descubrir quién ha sido el asesino, pero nuevos crímenes se cometen en la gran ciudad y el terror empieza a estar presente en los ciudadanos, todos se preguntan si el próximo puede ser alguno de ellos, por ese motivo la policía pega carteles por toda la ciudad advirtiendo del peligro que supone salir por las noches sin compañía. Para sorpresa de la policía, el señor Larose, investigador aficionado, se presenta en comisaría asegurando que tiene un plan para atrapar al asesino.
La serie ¿Es usted el asesino?, dirigida e interpretada por el maestro del terror español Narciso Ibáñez Menta, significó un verdadero fenómeno en la España de los años sesenta. Durante nueve semanas, cada lunes, millones de espectadores permanecían pegados al televisor para conseguir averiguar quien era el misterioso asesino del paraguas. Cabe recordar que en aquella época, no todos los hogares disponían de televisor y por ello la serie provocó tal revuelo, consiguiendo reunir familias, vecinos e incluso manteniendo los bares llenos de gente para poder seguir las investigaciones del señor Larose.

## Equipo artístico
Junto a Ibáñez Menta, la serie contó con un notable plantel de actores, como José María Caffarel, Estanis González, María Jesús Lara, Pedro Sempson o José Orjas, entre otros.
El guion se trataba de una adaptación del texto homónimo de Fernand Crommelynck a cargo de León Cotanda. El decorador habitual fue Fernando Sáenz y la iluminación de Ricardo Torres. La música fue compuesta por Waldo de los Ríos.